# المتحف التذكاري لاستكشاف الفضاء
المتحف التذكاري لعلوم الفضاء أو المتحف التذكاري لاستكشاف الفضاء (بالروسية: Музей космонавтики) هو متحف في موسكو، روسيا مخصص لاستكشاف الفضاء. يقع في قاعدة النصب التذكاري لغزاة الفضاء في شمال شرق المدينة. يضم المتحف مجموعة متنوعة من المعروضات السوفيتية والروسية المتعلقة بالفضاء ونماذج تستكشف تاريخ الطيران وعلم الفلك واستكشاف الفضاء وتقنيات الفضاء؛ ومعروضات للفضاء في الفن. وفقًا لمجلس السياح الروسي تضم مجموعة المتحف ما يقارب 85,000 قطعة ويزوره 300,000 زائر كل عام.
يركز المتحف على برنامج الفضاء السوفيتي ومواضيع رئيسية مثل أول رجل في الفضاء يوري جاجارين، مهندس الصواريخ سيرجي كوروليوف وأول قمر اصطناعي سبوتنك-1 ومركبة الفضاء سايوز.

## التجديد
في يوم رواد الفضاء في 2009، أعيد افتتاح المتحف بعد ثلاث سنوات من أعمال الترميم. زيدت مساحة المتحف ثلاثة أضعاف وأضيفت أقسام جديدة مخصصة لبرامج الفضاء حول العالم: الولايات المتحدة وأوروبا والصين ومحطة الفضاء الدولية. يضم المتحف الآن معروضات متفاعلة مع الزوار، كما أعيد ترميم الممشى الذي يربط المتحف بمترو موسكو. يعد المتحف من المزارات السياحية ذات الأهمية في المدينة.